# ターリーターキー
ターリーターキーは、プロダクション人力舎所属の女性お笑いコンビ。2016年5月結成。スクールJCA24期生。

## メンバー
なみはるか（1992年5月2日 - ）（32歳）

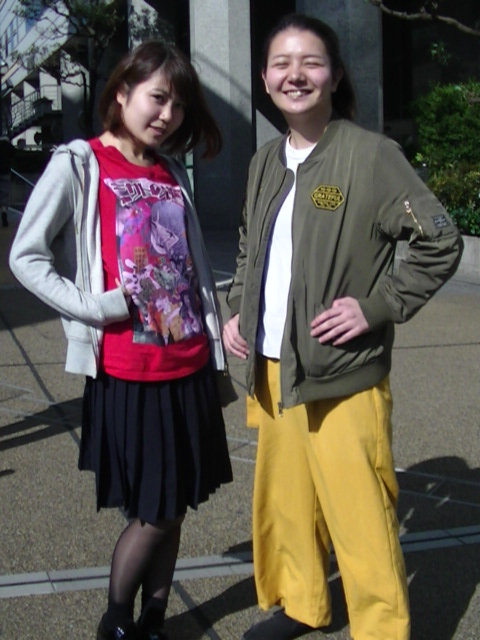
左からなみはるか、玉遥香。（2018年3月）

- 本名および旧芸名、伊藤 那美（いとう なみ）。2022年3月23日をもって芸名を改名。
- 東京都文京区出身。
- 身長162 cm、血液型A型。
- 大妻女子大学文学部コミュニケーション文化学科2015年卒業。大学在学中、法政大学お笑いサークルHOSに所属していた時期がある。
- 姉がいる。
- 憧れていた芸人は東京03。
- 4歳から13歳まで、クラシックバレエを習っていた。
- 趣味はメイドカフェ（160店以上巡ったことがある。メイドカフェで働いていたこともある。しかし@ほぉ〜むカフェの面接には8回落ちたことがあるとのこと。）、コンセプト系カフェ巡り、秋葉原散策、着物、ボートレース、インディーズ映画観賞。ボートレースを始めたのは2015年ころから。なおボートレースにハマったきっかけは、@ほぉ〜むカフェが江戸川ボートレース場に出張するイベントに自分が行ったことだったという。
- アイドルファン（特にdrop、でんぱ組.inc）。そして@ほぉ〜むカフェのメイドのChimu推しである。ZOCでは巫まろ推しで、ZOCの日本武道館公演では「巫を独占ULTRA VIPチケット」を7万円で購入した。
- 音楽で好きなのはtacica、バズマザーズ、BUMP OF CHICKEN。プロフィールではギターやベースも趣味となっているが、部屋に置いているだけでめったに弾かないと話している。しかし大学生時代にはフォークソングクラブに所属しており、GO!GO!7188のコピーバンドをやっていたことがある。
- 家計簿は10年以上つけている。
- 大学は指定校推薦で、論文と面接のみで入学。
- 漫画で好きなのは高橋留美子作品。
- 特技は脚の膝から下の部分を自分で吊らせることが出来ること、浴衣・袴の早い着付け。飾り巻き寿司検定3級、漢字検定準2級の資格有り。2018年7月には「きもの文化検定」に合格。
- 珍しい名字が好き。
- 「地方局のアナウンサー顔」と言われることがあるという。
- アミューズメントカジノのディーラーもしている。
- ファッションモデルの仕事もしている。
- 鉄道関係ではジオラマと廃駅だけだが興奮するということで「隠れ鉄オタなのかな」とも話している。
- 感受性が豊かで涙もろいところがある。
- 有村架純似を自称。
- 高校生時代の部活は箏曲部。
- 高校生の時の先輩がM-1甲子園に出場したことで、お笑いを身近に感じるようになり、伊藤もその頃からお笑いを始めて同じM-1甲子園に出場。出場の際にプロダクション人力舎の先輩から声を掛けられたことがきっかけで、本格的にお笑い芸人を目指すようになる。高校時代、クラスメイト（薄幸（納言）のが以前組んでいた女性コンビ「朝一番」の相方）と「いちごミートソーン」というコンビを組んでいた。いちごミートソーンとして2009年にハイスクールマンザイに出場した他、同じ2009年にM-1グランプリ（この年は2回戦まで進出）、キングオブコントにも出場している。
- 最初はアナウンサーになりたいと思い、アナウンススクールに通っていたことがある。しかし大学3年生の夏にエントリーしたインターンに落選。その時点で不合格になると厳しいと聞いていたことで、アナウンサー以外の道も視野に入れて就職活動をしていく中で、そもそも自分は何がやりたかったんだと分析するうちに、高校時代を振り返ってみて「元々お笑いが好きだった」ことを思い出したという。
- 元々お笑いをやりたいと思い、一緒に芸人をやろうとしていた人と女性コンビを組んでお笑いライブに出ようとしていたが、初めてのライブ出演の当日に「実はアイドルやる」としてドタキャンされ、更にその人から「もう1枠空いているから」と誘われる形で一緒に加入、地下アイドルとして活動していた。「大学から養成所に入るのは普通だなと思い、特技も経験値もないまま芸人になるのはよくないと思って、その間に経験としてアイドルをやっていた」とも話している。そして、その地下アイドルになるきっかけを作ったのは、芸人のカネッシー金子（生徒会長金子、ゲッチメンズ）だったという。海賊系アイドル「パイレーツオブA⇔D」（パイレーツオブエンジェルデビル）の元メンバーで、当時の芸名は「白滝めぐみ」だった。伊藤は当時について「地下どころか地底アイドル。4人グループなのに観客が2人だけとか、本当に人気がなくて辛かった」「メンバーとは仲が悪く、私がいない所で「青」っていう担当カラーで呼ばれていたりもした。人気も4人の中で一番無かった」と振り返っている。2015年8月18日にA⇔D脱退が発表。脱退の原因は本人自ら、A⇔Dを1年続けられなかったのが規約違反となったからとコメントしている。そしてA⇔D脱退の翌日にスクールJCAに入学。入学先にスクールJCAを選んだのは、高校生時代に前述の「いちごミートソーン」でキングオブコントに出場した時に楽屋で一緒になった当時のJCA生にナンパされたのを思い出してJCAに好感を持ったのと、アイドルを辞めて芸人になると思ったタイミングで入学できるのがJCAしかなかったこと、また元々東京03が好きだったこともあったからと話している。
- 芸人以外での友人に、声優の中村温姫（伊藤曰く「飲み友達」）、声優の日高未涼が居る。
- 「伊藤のことが好き過ぎてずっと一緒に居たい」という玉の行動（下記参照）について、伊藤本人は「ストーキングなんて日常的で、常に私のプライベートを暴こうとしている。相方が私の家でネタ合わせしたいと言い出すのも勝手で、最寄駅までは迎えに行ったが、あまりに恐くなって、そこから撒いて、その日はまだ近くにいるのを恐れて家から一歩も出られなかったことがあった」とも話している。そのようなことで玉は伊藤の実家に行ったことが無く、両親にも「ヤバいから、会わせられるわけがない」と言う。
- 2017年に『めざましテレビ』（フジテレビ系）のコーナー『ココ調』リポーターのオーディションに合格し、同年4月3日から10月31日まで週1回レギュラー出演。少なくとも週3日はロケの仕事が入り、1週間の海外ロケも珍しくないスケジュールとなったため、最高月収が30万円に達したこともあった。しかし一方でこの間ライブ出演のスケジュールを入れにくくなり、同じオーディションに落選した相方の玉とは収入の格差が生じたなどのことでもめたこともしばしばあったという。
- R-1ぐらんぷりには2017年から「アナフィラキシー伊藤」の名前で毎年出場し、2017年は3回戦まで進出。なお2021年は「ウェイブ伊藤」、2022年は「ことごとく伊藤」として出場。
- 2022年3月23日放送の『「耳1グランプリ」優勝記念特番 ターリーターキーラジオ』（NHK-FM放送）で、ゲスト出演の千原ジュニア（千原兄弟）に「自分の名前が人に覚えられにくい」「（那美ちゃん、伊藤ちゃんなど）呼ばれ方も人によってバラバラ」などの理由で改名をお願いして、相方の玉の名前の「はるか」からとって直々に提案してもらった「なみはるか」に芸名を改めた。千原ジュニアによると「（二人の呼び方が）たまちゃん、なみちゃんになるんじゃない（と思ったから）」ということで、この響きが覚えやすく気に入ったのでこの名前に決めたという。

玉 遥香（たま はるか、1989年8月13日 - ）（35歳）
- 大阪府出身。
- 身長170 cm、血液型A型。
- 大阪夕陽丘学園高等学校卒業。
- 妹がいる。
- 憧れていた芸人は海原やすよ・ともこ。
- 自ら「唇に砂利アリ」と言うほど声質が悪い方（いわゆる「酒焼け声」）。
- オフの時は度の強い眼鏡をかけている。視力は悪く0.1以下。
- 趣味は映画観賞（クレヨンしんちゃんの映画）、誰かのサインを考えること、柔軟剤、パチンコ、漫画（漫画喫茶で働いている）。
- 特技は誰にでも話しかけることが出来ること、場所を問わずどこでも寝られること、ハングルの読み書き、東京都内なら大体自転車で移動できること。ホームヘルパー2級の資格有り。
- 最新の流行なら何でも好きなところがある。
- 音楽ではDREAMS COME TRUE、ビヨンセを好む。
- ガッツがあり、聞き上手で話を持ち上げたり広げたりするのも上手と評されている。
- かねてより芸能界入り志望だった。19歳の時にミス・ユニバースに応募したことがあり、NMB48のオーディションも受けたことがある。
- 小学3年生の時点で既に身長が150cmあった（小学3年生女子の平均身長は130cm～136cm）ことから、「大巨人」と呼ばれていたという。
- 芸人以外での友人は、大阪に居た頃から仲が良いという谷川りさこが居る。
- 養成所に入る前はドン・キホーテに勤務していた。当時結婚まで約束していた彼氏がいて、結婚するためドン・キホーテを退社したが急に破談になって別れる。芸能界入り志望の玉とそれに反対する彼氏との価値観の違いなどがその原因だったとのことで、NMB48のオーディションでいい所まで行ったことで『情報ライブ ミヤネ屋』（読売テレビ）のインタビューに応じていたのが放送されたことでバレたという。その後復縁を求めようとするもその彼氏にすでに新しい彼女がいたことで、それを機に「物理的に（彼氏に）会えない距離に行っちゃおう」として2014年に高校時代の友達と一緒に上京。
- 「テレビに出る活動が出来れば何でもいい」として、進路は色々請求した資料の中から目をつぶって引くことにし、引き当てたのがスクールJCAだった。元々お笑いには目指すほどの憧れは無く、「自分がお笑い芸人を目指すとは思ってなかった」という。
- 高校生の頃、暑い日に友人たちと体育の授業が終わって着替えるまでの間に遊びで半裸になって撮った写真が、当時の2ちゃんねるの「女子高生エロい悪ノリまとめ」として流出した事があった。これが2018年6月23日放送の『ターリーターキーのオールナイトニッポン0(ZERO)』（ニッポン放送）の中で話題になり、その時にはどんなに検索しても出てこなかったということでリスナーに捜索を依頼したところ、数十分ほどで発掘されたということがあった。
- 高校生の頃に軽音楽部に入部し、誘われて同部内で女子3人のバンド、残（ざん）を組んでいたが、結成して2日後に他の2人のメンバーが学校に来なくなって活動できなくなってしまったという。玉曰く、このバンドはビジュアル系だったとのこと。
- 伊藤のことが好き過ぎて、彼女に関することはほぼ知っており、それでももっと全部知っていたいと思い、一緒でない時間が嫌で仕方無いと思っているという。本気で伊藤のことが可愛いと思っている所もある（これに対する伊藤の話については上記参照）。玉の強いコンビ愛は「一方通行」とも言われている。2018年の伊藤の誕生日には彼女の泣き顔の写真とともに「伊藤誕生日2018」の文字が入ったTシャツを誕生日プレゼントとして贈っている。
- R-1ぐらんぷりでは「クッキングはるか」の名前で、2017年から伊藤と共にピンで毎年出場、2019年は3回戦まで進出。2022年には「ターリーターキー玉」として準々決勝まで進出。
- 『美と若さの新常識～カラダのヒミツ～』（NHK BSプレミアム）にて綺麗になるチャレンジ企画に臨み、食生活や部屋などの環境を改善した結果、ウエストも絞り、体重をチャレンジ前（2019年4月時点）の67.8kgから2019年11月の時には58.9kgまで減らすことに成功。2020年、『ミスブライダルモデル2020』全国大会に進出。結果は「最優秀努力賞」だった。
- 高校生時代の同級生でヘアメイクアーティストの「レスリー」と共に「レスたまTV」というYouTubeチャンネルを開設していた。
- 2021年3月、日本メイクアップ技術検定試験3級に合格。

## 来歴・概説
スクールJCA24期生（2015年入学）出身。結成日は5月18日。伊藤は男女コンビ志望、玉は“誰とでもいい”でJCA時代に相方探しをするも断られ続けて誰とも組むことが出来ず、それを見かねた人に言われて「しょうがなく」（伊藤談）結成。そしてもう一人余っていた女性を誘ってトリオでスタートした。しかし結成2か月ほどでその女性メンバーが脱退。結成したばかりの頃は伊藤と玉は直接話をすることがあまり無く、その女性メンバーが“仲介役”となってお互いの話すことを伝えていたという状態だったが、その仲介役がいなくなり、二人きりになって何を喋っていいか分からない状態でこの時解散の話が持ち上がったが、伊藤が「私は玉とまだまだやってみたい」と話したことでコンビは継続、現在に至る。JCA卒業後の2016年にプロデビュー。コンビ名は、二人で初めて食事に行った店がターリー屋だったことに因む。ターリー屋が「自分たちの原点」だと話している。「ターキー」は「ターリーのあとに何かもう一個付けたい」となって思い浮かび、「ボウリングで3連続ストライク出すとターキーで、3人でストライク」（ユニット名を決めた当時はトリオだった）と盛り上がったことで決めたという。舞台衣装はかつて黄色が基調であるのが特徴だったが、その後は緑色が基調のものに変わっている。
以前はアイドル、女優のイベントにもガヤ枠で定期的に出演していた。
2018年10月、神奈川県警相模原警察署より防犯応援大使に任命される。
千葉テレビ『白黒アンジャッシュ』内の大会『白黒-1グランプリ』では、2017年、2018年、2019年、2020年と4年続けて決勝戦進出。2020年、『白黒-1』で決勝出場4回目にして優勝を果たす。
キングオブコントでは2020年に自己最高となる準々決勝進出。
女芸人No.1決定戦 THE Wでは2019に準決勝まで進出。2020年は準決勝で敗退となったが、スパイクの新型コロナウイルス感染による欠場に伴って繰り上がりで決勝進出を果たした。しかし、1stステージでは紅しょうがに満場一致で敗退した。玉によると、このことを決勝戦1週間前に知らされたということで、自分たちは落ちたと思っていたことから「てんやわんやだった」という。そして、全国ネットのテレビ番組でネタを演じたのはこれが初めてだった。
2020年1月から、オフィシャルYouTubeチャンネルを開始。
2021年12月29日～2022年1月10日（優勝発表生放送特番）放送のNHKラジオ第1放送の特別番組『音だけで笑わせろ! 耳-1グランプリ』で、リスナー投票で1位を獲得し優勝。そしてこの大会の優勝者への副賞としての優勝記念特番『ターリーターキーラジオ』が2022年3月23日にNHK-FM放送にて放送。
2022年6月19日、初単独ライブ『ターメリック』を開催。

## 芸風
コント、漫才ともに演じている。「コントしかやる気が無かった」ということで結成3年目ぐらいまでの頃はコントしかやっておらず、4年目の頃にM-1グランプリにも出場したいために漫才も始めたとのこと。コントでは、一例では日常に隠れている小さな共感や「あるある」と思うことなどをネタにしている。例えば、伊藤は娘役、玉は母親役または老人役など老け役を演じることもある。2020年のTHE W決勝戦出場時には「今死んでもいいと思って」ネタをやっていると語っていたことがある。
ネタは主に二人で持ち寄ったものをまとめて作っていく手法をとっている。台詞は基本、東京出身の伊藤が標準語で大阪出身の玉が関西弁。同じ事務所の先輩の塚地武雅（ドランクドラゴン）から「方言があることで（ネタの流れとして）ちょっと邪魔になってしまう」と言われたことで玉の台詞を標準語に直すことも検討されたが、玉が標準語が苦手で、感情が死んでしまい、コントにも支障が出るということで、そのまま直さないことにしたという。
自分たちのコンビのルールとして「賞レースは（M-1グランプリ、R-1グランプリ、キングオブコント、女芸人No.1決定戦 THE W）は全部出る」ということは決まっているという。

## 賞レース戦績
- 2017年 R-1ぐらんぷり 3回戦進出 ※「アナフィラキシー伊藤」として
- 2019年 R-1ぐらんぷり 3回戦進出 ※「クッキングはるか」として
- 2020年 キングオブコント 準々決勝進出
- 2020年 第4回女芸人No.1決定戦 THE W 決勝進出
- 2020年 第5回白黒-1グランプリ 優勝
- 2021年 音だけで笑わせろ! 耳-1グランプリ 優勝
- 2022年 R-1グランプリ 準々決勝進出 ※「ターリーターキー玉」として
- 2024年 M-1グランプリ2024 3回戦進出[97]

## 出演

### テレビ
- 新・週刊フジテレビ批評 （フジテレビ）- 2016年4月9日
- めざましテレビ（フジテレビ）- 伊藤のみ、「ココ調」リポーターとして 2017年4月3日～2017年10月31日
- 矢作と山崎と（フジテレビ）- 2017年5月17日、2020年6月29日深夜（玉のみ）
- ブラ迷相談部 その悩み!小杉と吉田まで（東海テレビ放送）- 2017年6月15日
- イチ押しエンタメ情報 オシエンタ（TBSテレビ）※90秒インフォマーシャル
- しばマンポ（フジテレビONE）- 2017年9月26日
- 白黒アンジャッシュ（千葉テレビ放送） - 2017年8月29日[98]、2017年12月・2018年12月・2019年12月・2020年12月『白黒-1グランプリ』、2021年4月13日・2021年4月20日メインゲスト[99]、他
- バカリズムのそこスルーする?（フジテレビ）- 2018年4月4日、2018年8月31日、2019年3月25日、3回とも後ろで歩いてスルーする会社員役で出演[100][101]
- お願い!ランキング（テレビ朝日） - 2018年7月9日深夜「私って美人ですよね？」
- 話題のアプリ ええじゃないか!（TOKYO MX） - 2018年8月30日、2019年6月27日
- 久本雅美の女芸人大納涼会（NHK BSプレミアム） - 2018年8月25日
- 美と若さの新常識～カラダのヒミツ～ （NHK BSプレミアム） - 玉のみ『美と若さの連続企画「もうすぐ30歳（→とうとう30歳）玉ちゃんのキレイになりたい」』不定期レギュラー（☆2018年11月13日、2018年12月11日、2019年4月9日、2019年6月18日、2019年7月16日、☆2019年8月27日、2019年9月10日、2019年9月17日、2019年9月24日、2019年10月22日、2019年11月12日、2019年12月17日、2020年1月14日、2020年2月18日、2020年3月3日、2020年3月24日、2020年9月24日　☆マークは伊藤も出演した回）
- 業界調査バラエティー!こんな事でモメてます（テレビ東京） - 2019年4月8日、玉のみ再現VTR出演[102]
- あらぶんちょ!（東京ケーブルネットワーク） - 「あらぶんちょ散歩」、2019年5月1日から毎月第1週目レギュラー出演[103][104]
- ものまねグランプリ（日本テレビ）
  - 伊藤のみ、『トルネードそっくりSHOW』コーナーにて2019年5月7日初出演（この回は生田絵梨花（元乃木坂46）のそっくりさんとして出演[105][106][107]）、2019年10月15日（伊藤のみ「乃木坂46軍団」で出演[108]）
- しまじろうのわお!（テレビ東京） - 伊藤のみ、歌コーナーで放送の曲『NO！NO！ぱなし』のMVに出演（2019年6月8日初放送）[109][110]
- ウチのガヤがすみません!（日本テレビ） - 2019年7月2日（初出演、この回は伊藤のみ）
- BOAT RACE TIME（日本レジャーチャンネル） - 2019年7月5日から伊藤のみレギュラー出演（毎週金曜日）
- 第42回柏まつり（千葉テレビ放送） - 2019年8月11日、いかちゃんと一緒にレポーターとして出演
- 真夜中のおバカ騒ぎ!（千葉テレビ放送、TOKYO MX） - 2020年3月19日深夜（千葉テレビ）、2020年3月21日深夜（MX）
- 激論!区自慢バラエティ 東京23区フォーラム（フジテレビ）- 2020年4月12日「荒川区代表」として出演[111]
- ゆなくまかよこちゃん（メ〜テレ）- 2020年4月15日、2021年10月13日　ロケリポーターとして出演[112][113]
- 中居正広の金曜日のスマイルたちへ（TBSテレビ）- 2020年12月25日「今年色々あったよ人力舎芸人総勢43名大集合SP」に出演
- カバン持ちさせてください!（TBSテレビ）- 2021年5月22日深夜（玉のみ）[114]、2022年7月23日深夜（二人とも）[115]
- 市町村てくてく散歩（千葉テレビ）- 2021年6月25日（千葉県銚子市を散歩）[116]、2022年7月1日（千葉県野田市を散歩）[117]
- カイモノラボ（TBSテレビ）- 2021年8月11日深夜初出演、以後不定期出演
- キニナル金曜日（TBSテレビ）- 不定期出演[118]
- プチブランチ（TBSテレビ）- 「キニナルチョイス」コーナー[119]
- 王様のブランチ（TBSテレビ）- ブランチショッピングコーナー[120]
- ザキ山小屋（朝日放送）- 2021年11月12日初出演[121]、以後不定期レギュラー出演
- オンエア決めろ！ー笑武ー（BSJapanext）- 2022年7月12日
- ぽかぽか（フジテレビ）- 「芸人青田買い！火曜笑市」コーナー出演、10秒間の「好きなサイゼリヤのメニュー発表します」ネタを披露[122]。
- きらきらアフロ™（テレビ大阪・テレビ東京制作）- 2023年3月30日　いつもはこの番組ではレギュラーで前説を務めているが、この日の放送では本編にも出演[123]。
- スクール革命!（日本テレビ）- 2023年7月23日、玉のみ[124]
- 野添探偵社（日本レジャーチャンネル）[125]
- 偉人の年収 How much?（NHK Eテレ）- いずれも玉のみ（2024年4月1日＝松下幸之助の妻・むめの 役[126]、2024年6月10日[127]、2024年7月8日[128]、2025年3月3日＝コシノヒロコ 役[129]）
- 全力!脱力タイムズ（フジテレビ）- 2024年8月9日[130]
- 私が愛した地獄（テレビ朝日）- 2025年4月24日深夜、2人そろってスタジオ出演[131][132]
  - これ以前に2024年11月14日には、なみ[133]、2025年3月27日には玉がそれぞれ個々でVTR出演[134]。

### ラジオ
- オールナイトニッポン0(ZERO)（ニッポン放送）
  - ターリーターキーのオールナイトニッポン0(ZERO) 
    - 2018年6月23日深夜3:00〜5:00。「玉は『流行』が好き」コーナー、「伊藤那美のgood story good tears」コーナーなどで構成[27][135]

  - 決戦!お笑い有楽城 - 2021年10月9日深夜3:00〜5:00[136]
- 伊集院光とらじおと（TBSラジオ） - 2018年8月14日から、伊藤のみリポーターとして不定期レギュラー出演[137][138]
- 夜光虫（TOKYO FM、2018年12月2日～12月13日）　- 伊藤のみ、声でコーナー出演[139]
- ワロラジ〜のぞみとなみのアイドル交遊記〜（WALLOP） - 伊藤のみ、2019年1月17日から毎月第3木曜日、西山野園美（Parfait）と共にレギュラーパーソナリティ（21:30 - 22:30）[140]
- 女医・菜つ美先生が教える あれこれ（WALLOP） - 伊藤のみレギュラーパーソナリティ（毎月第2水曜日17:30 - 18:00）
- 大久保佳代子のオールナイトニッポンGOLD（ニッポン放送）- 2020年12月30日[141]
- マイナビ Laughter Night（TBSラジオ）- 2021年1月29日（初オンエア）[142][143]、2022年6月17日[144]
- 音だけで笑わせろ! 耳-1グランプリ（NHKラジオ第1放送）- 2021年12月29日～2022年1月10日
  - 「耳1グランプリ」優勝記念特番 ターリーターキーラジオ （NHK-FM放送）- 2022年3月23日 23:00〜23:50。
    - 2022年3月23日 23:00〜23:50。「耳-1グランプリ」のMCを務めた千原ジュニア（千原兄弟）をゲストに迎えてのトーク（事前収録）、玉の企画による「エコーで一言」コーナー、ターリーターキーによる効果音などを使ったラジオ向けネタの披露などで構成[145]。
- ターリーターキーの週末は踊る（Artistspoken　毎週土曜22:30）[146]
- Golden Time Age CLUB （InterFM、なみのみ2022年12月4日から2023年1月22日まで高橋茉奈の代役）

### 映画
- ヒキタさん!ご懐妊ですよ（2019年10月4日公開） - 横山 役（伊藤）[147]

### インターネットテレビ
- ターリーターキーの玉ホーム - SHOWROOM
- 占いTV - その日のラッキーアイテムを紹介するコーナー担当、2018年4月15日からレギュラー出演（3日に1度の放送）[148]
- みゅーちゃん（miuzic Entertainment）
- 内山くんVS（YouTube ボートレース専門チャンネル）- 伊藤のみ、レポーターとして出演
- ジャパンオープンポーカーツアー（Youtube ジャパンオープンポーカーツアー専門チャンネル）- 伊藤のみ、不定期レギュラーMC
- ABEMA BOAT RACE TOWN 『知識で争う波乗王（ナミノリキング）』（AbemaTV・ABEMA BOATRACEチャンネル）- 伊藤のみ
- ボートレースウィークリーNEXT（BORTCAST）- 伊藤のみ
- かしまし!!!（YouTube グランドラ・カータチャンネル）- 2022年2月13日配信開始
- BOATCAST NEWS（BOATCAST）- なみのみ、2023年4月7日から金曜日キャスター[149]
- アメトーークCLUB「メイド喫茶芸人」- なみのみ[150]
- @JAM応援宣言! "@ JAM THE WORLD"（ミクチャ） - 2023年7月からなみのみ、あっとじゃむ子の声の出演[150]
- ターリーターキーのeプリBOAT（eプリチャンネル）- 2023年10月から[151]
- ターリーターキーのBETTING6（Youtube PIST6公式チャンネル）- 2024年7月から[152]

### CM
- 日清食品 カップヌードル「大坂半端ないって篇」（大坂なおみ出演） - 2018年5月から、負けた選手役で玉のみ声の出演[153]
- ナリス化粧品 ぐーぴたっ「空腹あるあるシチュエーション」（） - 伊藤のみ出演[154]
- ロータスクラブ - なみ（伊藤）のみ声の出演[155]
- 日本コカ・コーラ「コカ・コーラ ゼロ」（NewJeans出演）- 二人とも、本田兄妹と共に声の出演[156]

### 舞台・ライブ
- バカ爆走!（事務所ライブ、新宿Fu-） - 毎月1〜6日
- どっきん!（事務所ライブ、新宿バティオス）
- みんなでがんばろうライブ（CHARA DE 阿佐ヶ谷→新宿ブリーカー）
  - （第1回は2018年7月11日[157]。JCA同期のしんぷる内藤、バオバブ、バカ丸海賊団と4組合同のライブだったが、バカ丸海賊団が2018年8月限りで解散したのに伴い、2018年9月の第3回からは1期後輩のあまからひやし、ネギゴリラを加えた5組で、8カ月ぶりの開催となった2019年9月10日からは、元バカ丸海賊団清水のコンビ「あそび」を加えた6組で行われている[158]。）
- ハロー！坂道.inc → ハロー！坂道.ZOC（ROCK CAFE LOFT）
  - （1期（第1回）は2019年1月28日。地下アイドル好き、ZOCファンのなみ（伊藤）と、ハロー!プロジェクトファンのかわえなつき、坂道グループファンのおおのまりあ（ネバーギブアップ）とのトークライブ[159]。2021年5月23日開催の4期（第4回）から『ハロー！坂道.ZOC』と改題[160][161]。）
- アイアム劇団 再旗揚げ公演「神様、あなたの願いを叶えてあげよう」（2019年2月2日、東京、座・高円寺2）[162]
- 「作戦会議」（2020年1月27日、新宿バティオス） - 松竹芸能所属・河邑ミクとのツーマンライブ[163][164]
- ツヨシっ！・ターリーターキーミニツーマンライブ（同期のワタナベエンターテインメント所属・ツヨシっ!とのツーマンライブ）
  - 「なかよぴ」（2022年4月4日、新宿ブリーカー）[165]
  - 「なかよぴ2」（2023年2月20日、新宿ブリーカー）[166]
  - 「なかよぴ3」（2023年2月20日、下北沢シアターミネルヴァ）[167]
- 足腰げんき教室×ターリーターキー トークライブ（ワタナベエンターテインメント所属・足腰げんき教室とのツーマントークライブ）
  - 「足腰げんキー教室」（2023年7月4日、下北沢シアターミネルヴァ）[168]
  - 「足腰げんキー教室2」（2023年10月14日、下北沢シアターミネルヴァ）[169]
- ラブレターズ溜口の「溜口スーパードリームショー～新・世界で一番熱い夏～」（2021年7月9日、東京・さくらホール　玉のみ）[170]
- ラブレターズ溜口の「溜口スーパーディナーショー“2022”」（2022年7月30日、LOFT9 Shibuya　玉のみ）[171]
- ラブレターズ溜口スーパー生誕ショー～グチタメ危機一髪～（2021年1月27日、武蔵野公会堂　玉のみ）[172]

### 単独公演
- 第1回単独公演『ターメリック』（2022年6月19日、東京・渋谷ユーロライブ）※昼・夜2回公演[173][174]